# Juan Fernández (attore)
Juan Fernández Mejías (Siviglia, 11 agosto 1957) è un attore spagnolo.

## Biografia
Nel corso della sua carriera ha partecipato a diverse pellicole cinematografiche nonché a varie fiction televisive spagnole. Tra queste: il telefilm RIS Científica, versione spagnola di R.I.S. - Delitti imperfetti; il telefilm Los Serrano, versione spagnola de I Cesaroni; il telefilm Los misterios de Laura, versione spagnola de I misteri di Laura.
Nel telefilm poliziesco El comisario ha partecipato a dei singoli episodi, interpretando di volta in volta un personaggio diverso, implicato nel giallo da risolvere in quell'episodio. Ha inoltre partecipato a Diario de un skin, un film TV che tratta il tema del neonazismo. Dal 2010 al 2014, ha interpretato il co-protagonista Antonio Lobo nella serie televisiva spagnola Tierra de Lobos - L'amore e il coraggio (titolo originale: Tierra de Lobos), distribuita in diversi Paesi. Nel 2017, raggiunge la fama internazionale interpretando il colonnello Alfonso Prieto nella serie televisiva La casa di carta.

## Filmografia

### Cinema
- La mala educación, regia di Pedro Almodóvar (2004)
- The Lost City, regia di Andy García (2005)
- Infiesto, regia di Patxi Amézcua (2023)

### Televisione
- Raquel busca su sitio – serie TV, (2000)
- Periodistas – serie TV, (2000)
- El Marqués de Sotoancho – serie TV, (2000)
- Policías, en el corazón de la calle – serie TV, (2001)
- Padre Coraje – serie TV, (2002)
- Un lugar en el mundo – serie TV, (2003)
- Los Serrano – serie TV, (2004)
- La sopa boba – serie TV, (2004)
- Diario de un skin – serie TV, (2005)
- Amare per sempre (Amar en tiempos revueltos) – serie TV, (2005-2012)
- El asesino del parking – serie TV, (2006)
- El comisario – serie TV, (2006)
- Hospital Central – serie TV, (2006)
- Matrimonio con hijos – serie TV, (2006)
- 7 días al desnudo – serie TV, (2006)
- Los hombres de Paco – serie TV, (2007)
- Countdown (Cuenta atrás) – serie TV, (2007)
- RIS Científica – serie TV, (2007)
- Herederos – serie TV, (2008)
- Cazadores de hombres – serie TV, (2008)
- Los misterios de Laura – serie TV, (2009)
- Los exitosos Pells – serie TV, (2009)
- Águila Roja (2010)
- Tierra de Lobos - L'amore e il coraggio (Tierra de lobos) – serie TV, (2010-2014)
- El Rey – serie TV, (2014)
- Víctor Ros – serie TV, (2014-2016)
- El final del camino – serie TV, (2017)
- La casa di carta (La casa de papel) – serie TV, (2017)
- Lontano da te – serie TV, (2019)
- Inés dell'anima mia (Inés del alma mía) – serie TV, (2020)

## Doppiatori italiani
Nelle versioni in italiano delle opere in cui ha recitato, Juan Fernández è stato doppiato da:
- Raffaele Farina in Tierra de Lobos - L'amore e il coraggio, Víctor Ros
- Gerolamo Alchieri in La mala educación
- Saverio Moriones in The Lost City
- Dario Penne in La casa di carta
- Luca Biagini in Lontano da te
- Stefano Benassi in Inés dell'anima mia
- Mario Zucca in Infiesto